# Șoim de iarnă
Șoimul de iarnă este un oaspete de iarnă frecvent în România. Ca habitat preferă zonele deschise din apropierea zonelor umede.
DESCRIERE
Șoimul de iarnă este caracteristic zonelor joase împădurite, pășunilor și mlaștinilor. Este cel mai mic dintre răpitoarele din Europa, însă foarte agil și rapid. Lungimea corpului este de 26-33 cm și are o greutate de circa 125-210 g pentru mascul și 190-300 g pentru femelă, aceasta fiind mult mai mare decât masculul. Anvergura aripilor este cuprinsă între 50-73 cm. În Europa medievală era folosit de către crescătorii de șoimi ca „pe un șoim potrivit pentru o doamnă”. În prezent este antrenat rar de către crescători, datorită restricțiilor impuse pentru conservarea speciilor de păsări. Capul și spatele masculului sunt gri, iar pieptul și abdomenul crem-ruginiu cu striuri închise. Penajul femelei este maroniu pe spate și pal roșiatic cu striuri pe abdomen. Se hrănește în special cu păsări mici cum sunt ciocârliile, fâsele, vrăbiile. Preferă puii tineri neexperimentați. Hrana este completată și cu insecte, mamifere mici și șerpi.
ETIMOLOGIA DENUMIRII STIINTIFICE
Numele de gen provine din cuvântul latin falx – seceră, cu referire la silueta cu aripi lungi și ascuțite sau, după alte surse, din falcate cu referire la ciocul sau ghearele curbate. Numele de specie provine din cuvântul latin columba, cu referire la faptul că în zbor silueta sa seamănă cu cea a unui porumbel.
LOCALIZARE SI COMPORTAMENT
Este o specie cuibăritoare în nordul continentului european. Când vânează, zboară repede și la înalțime de sub un metru deasupra solului folosindu-se de copaci și tufișuri pentru a-și surprinde prada, pe care o prinde în aer. Perechea vânează adeseori împreună și unul dintre parteneri sperie prada și o conduce spre celălalt. Celelalte păsări prădătoare evită în general șoimii de iarnă din cauza agilității și agresivității acestora. Specia este monogamă cel puțin pentru un sezon de cuibărit, deși copulări cu alți parteneri au fost înregistrate. Primăvara, masculii migrează spre nord înaintea femelelor. Deși se reîntorc în același teritoriu, adeseori nu folosesc același cuib. Nu își construiește propriul cuib și folosește cuiburi mai vechi de cioară sau coțofană, amplasate în păduri de conifere sau de amestec. În absența acestora cuibărește pe margini stâncoase sau chiar pe sol. Își apără teritoriul foarte agresiv. Longevitatea maximă cunoscută este de 12 ani și șapte luni. Iernează în centrul și estul continentului european.
POPULATIE
Populația europeană a speciei este relativ mică, cuprinsă între 31000-49000 de perechi. S-a menținut stabilă în perioada 1970-1990. În perioada 1990-2000, cu excepția Suediei unde efectivele au marcat o scădere, acestea s-au menținut stabile sau au marcat o ușoară creștere. Cele mai mari efective cuibăritoare sunt în Rusia, Norvegia și Suedia.
Reproducere

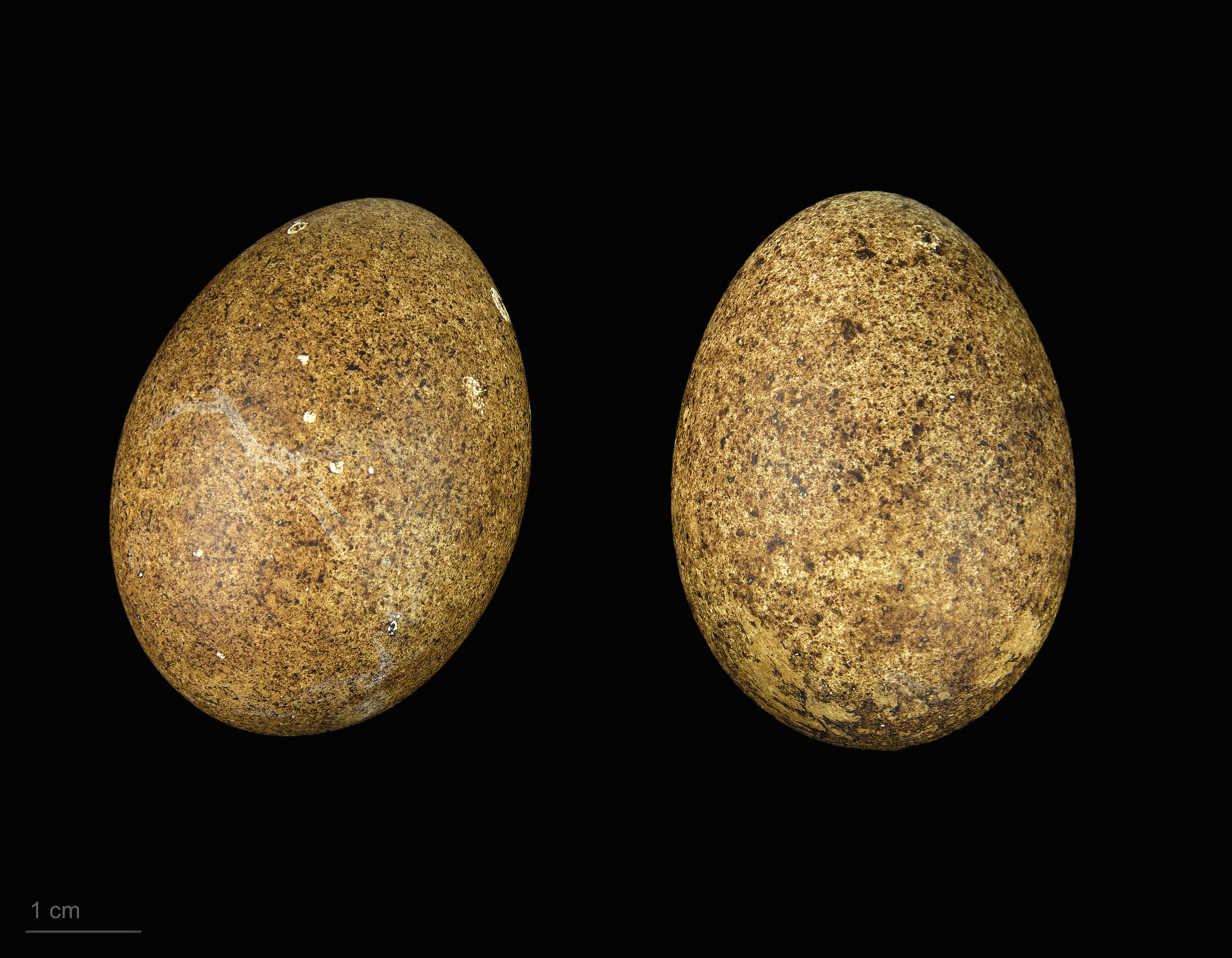
Falco columbarius subaesalon - MHNT

Sosește din cartierele de iernare în aprilie. Femela depune de obicei 4-5 ouă, cu o dimensiune medie de 40 x 31,5 mm. Incubația durează în medie 28-32 de zile și este asigurată în proporție de 90% de către femelă, care în această perioadă este hrănită de mascul. La eclozare puii cântăresc aproximativ 13 g. Puii devin zburători la 29-31 de zile și rămân dependenți de părinți încă patru săptămâni. Uneori, exemplarele de un an, în special masculii, participă la hrănirea familiei alături de perechea de adulți. Adeseori, când hrana este suficientă, două treimi din numărul puilor ce au eclozat ajung zburători. În anii cu hrană puțină doar o treime din numărul puilor eclozați ajung zburători. Ajung la maturitate sexuală la un an, însă cei mai mulți masculi cuibăresc numai în al doilea an. La fel ca în cazul altor răpitoare, masculul este cel ce asigură în principal hrana familiei.
AMENINTARI SI MASURI DE CONSERVARE
Degradarea habitatelor, poluarea cu pesticide și deranjul păsărilor sunt principalele pericole ce afectează specia.
Prădător agil și îndemânatic vânează insecte mari, rozătoare mici și păsărele.
Teritoriul de cuibărire din Europa se află în sudul și centrul Scandinaviei